# Leopoldo
Leopoldo  è un nome proprio di persona italiano maschile.

## Varianti
- Maschili
  - Alterati: Leopoldino
  - Ipocoristici: Leo, Poldo
- Femminile: Leopolda[2]
  - Alterati: Leopoldina

### Variante in altre lingue
- Francese: Léopold[1][3][4]
  - Femminili: Léopoldine[5]
- Germanico: Leudbald[1], Leutpald[4], Liutbald[4], Luitpold[3], Leubold, Leupold, Liupold[1]
- Inglese: Leopold[1]
- Islandese: Leópold
- Latino: Leopoldus[2]
- Olandese: Leopold[1]
- Polacco: Leopold
- Portoghese: Leopoldo[1]
- Russo: Леопольд (Leopol'd)
- Sloveno: Leopold[1]
- Spagnolo: Leopoldo[1][3]
- Svedese: Leopold
- Tedesco: Leopold[1], Luitpold[1]
  - Ipocoristici: Poldi[1]
- Ungherese: Lipót

## Origine e diffusione
Deriva dal nome germanico Leudbald (presente anche in molte altre varianti), composto da leudi (o leud, "popolo", "gente") e bald ("coraggioso"), quindi vuol dire "coraggioso fra il popolo". Più avanti la sua forma venne alterata sotto l'influsso del latino leo ("leone"), e quindi il significato viene talvolta riportato come "leone ardito", "intrepido come un leone".
Era un nome molto comune fra le casate nobili tedesche; il suo uso in inglese prese il via sostanzialmente nel XIX secolo, in onore di Leopoldo I del Belgio, zio della regina Vittoria, dal quale prese il nome anche suo figlio Leopoldo.

## Onomastico
L'onomastico viene festeggiato il 15 novembre in ricordo di san Leopoldo il Pio, Margravio d'Austria. Si ricordano con questo nome anche, alle date seguenti:
- 9 febbraio, beato Leopoldo da Alpandeire, cappuccino[7]
- 2 aprile, beato Leopoldo da Gaiche, francescano, detto "apostolo dell'Umbria"[7]
- 30 luglio (o 12 maggio), san Leopoldo da Castelnuovo, sacerdote[7]
- 17 agosto, beata Leopoldina Naudet, vergine, fondatrice delle Sorelle della Sacra Famiglia

## Persone

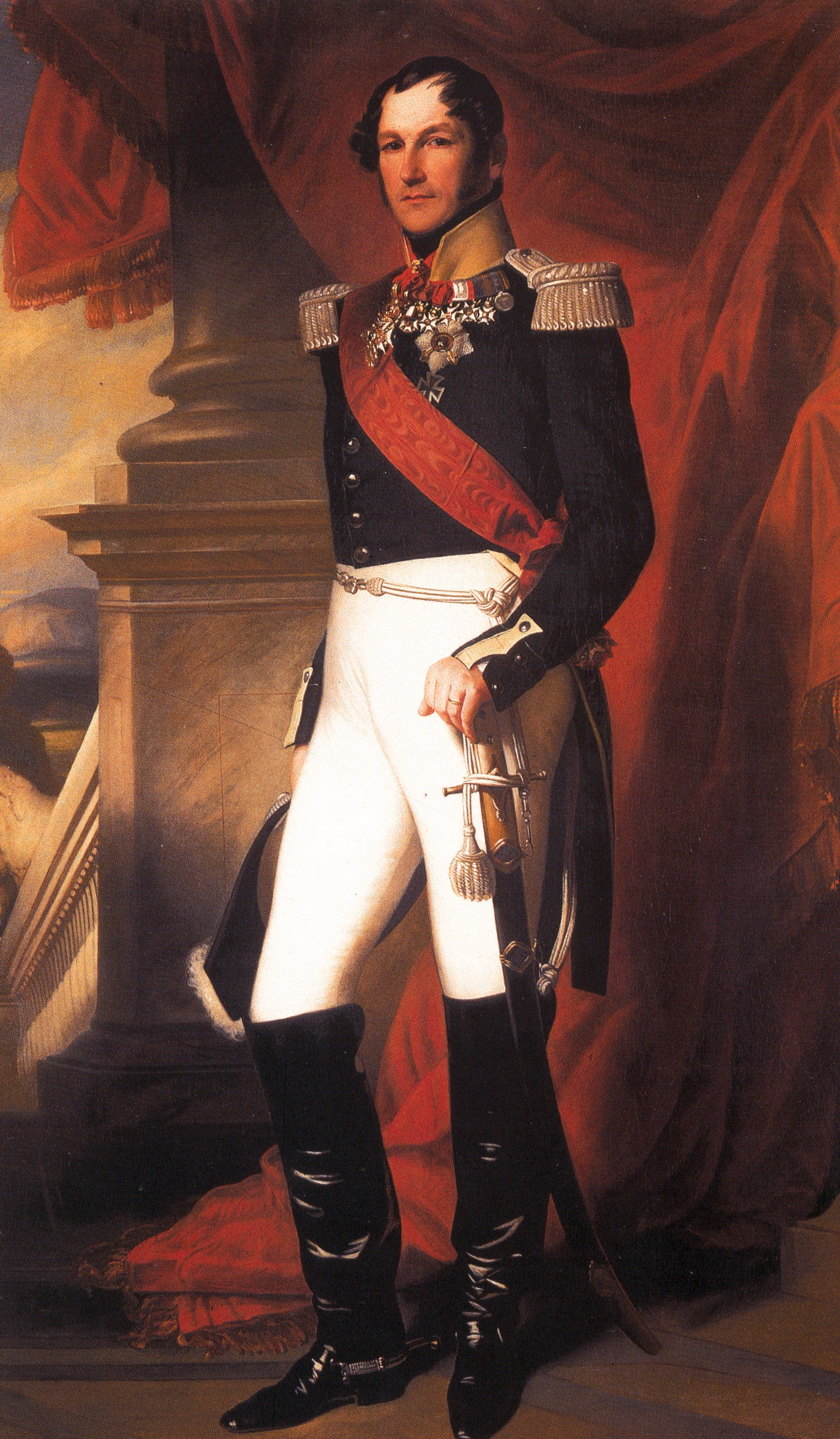
Leopoldo I del Belgio

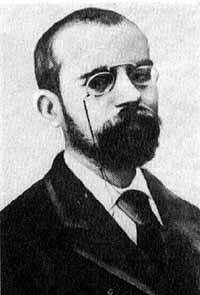
Leopoldo Alas

- Leopoldo I d'Asburgo, imperatore del Sacro Romano Impero
- Leopoldo II d'Asburgo-Lorena, imperatore del Sacro Romano Impero
- Leopoldo I del Belgio, primo re del Belgio
- Leopoldo II del Belgio, re del Belgio
- Leopoldo III del Belgio, re del Belgio
- Leopoldo II di Toscana, granduca di Toscana
- Leopoldo Alas, romanziere, drammaturgo, critico letterario e docente universitario spagnolo
- Leopoldo Bard, medico, politico e dirigente sportivo argentino
- Leopoldo Marco Antonio Caldani, fisiologo, anatomista e scienziato italiano
- Leopoldo Calvo-Sotelo Bustelo, politico spagnolo
- Leopoldo Cassese, storico e archivista italiano
- Leopoldo Cicognara, storico dell'arte e bibliografo italiano
- Leopoldo de' Medici, cardinale italiano
- Leopoldo Elia, politico e giurista italiano
- Leopoldo Franchetti, politico ed economista italiano
- Leopoldo Fregoli, attore, sceneggiatore, trasformista e regista italiano
- Leopoldo Pirelli, imprenditore italiano
- Leopoldo Pollack, architetto italiano
- Leopoldo Trieste, attore, regista, sceneggiatore e drammaturgo italiano
- Leopoldo Zea, filosofo messicano

### Variante Leopold

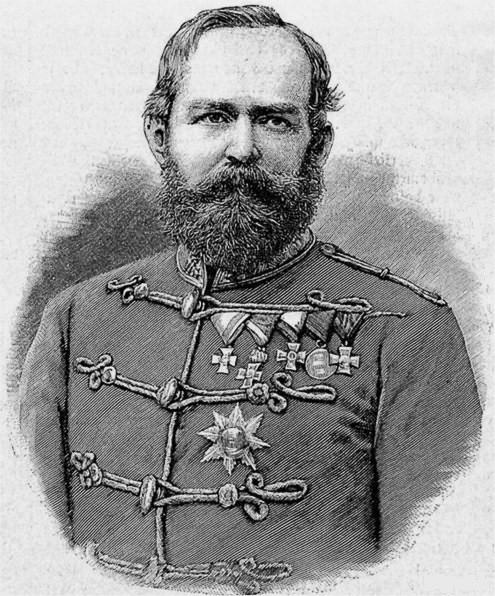
Leopold Edelsheim

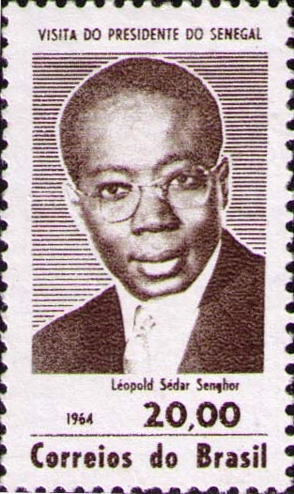
Léopold Sédar Senghor

- Leopold Berchtold, politico austriaco
- Leopold Damrosch, compositore, direttore d'orchestra e violinista tedesco
- Leopold Joseph Daun, nobile e condottiero austriaco
- Leopold Edelsheim, generale austriaco
- Leopold Engleitner, religioso austriaco
- Leopold Gmelin, chimico tedesco
- Leopold Godowski, compositore, pianista e insegnante lituano
- Leopold Infeld, fisico polacco
- Leopold Kozeluch, compositore, pianista ed editore musicale ceco
- Leopold Kronecker, matematico e logico tedesco
- Leopold Mozart, compositore e violinista tedesco
- Leopold Stokowski, direttore d'orchestra statunitense
- Leopold Trepper, attivista polacco naturalizzato israeliano
- Leopold Vietoris, matematico austriaco
- Leopold von Plessen, politico tedesco

### Variante Léopold
- Léopold Anoul, calciatore belga

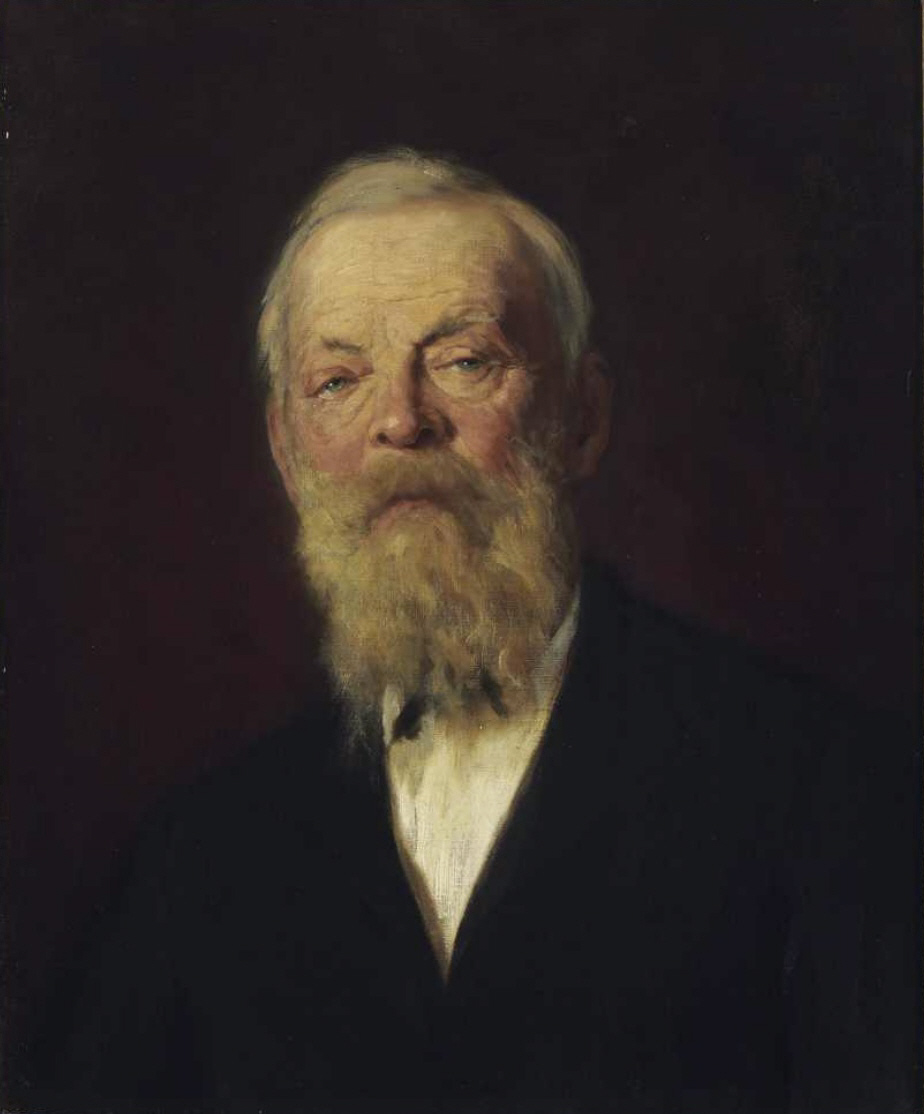
Luitpold di Baviera

- Léopold Eyharts, astronauta francese
- Léopold Gernaey, calciatore belga
- Léopold Ramus, schermidore francese
- Léopold Sédar Senghor, politico e poeta senegalese
- Léopold Simoneau, tenore canadese
- Léopold Zborowski, scrittore, poeta e mercante d'arte polacco

### Altre varianti maschili
- Luitpold di Baviera, sovrano de facto di Baviera
- Lipót Auer,  violinista, compositore e maestro di musica ungherese
- Lipót Fejér, matematico ungherese
- Leopol'd Mitrofanov, compositore di scacchi russo
- Luitpold Popp, calciatore tedesco

### Variante femminile Leopolda

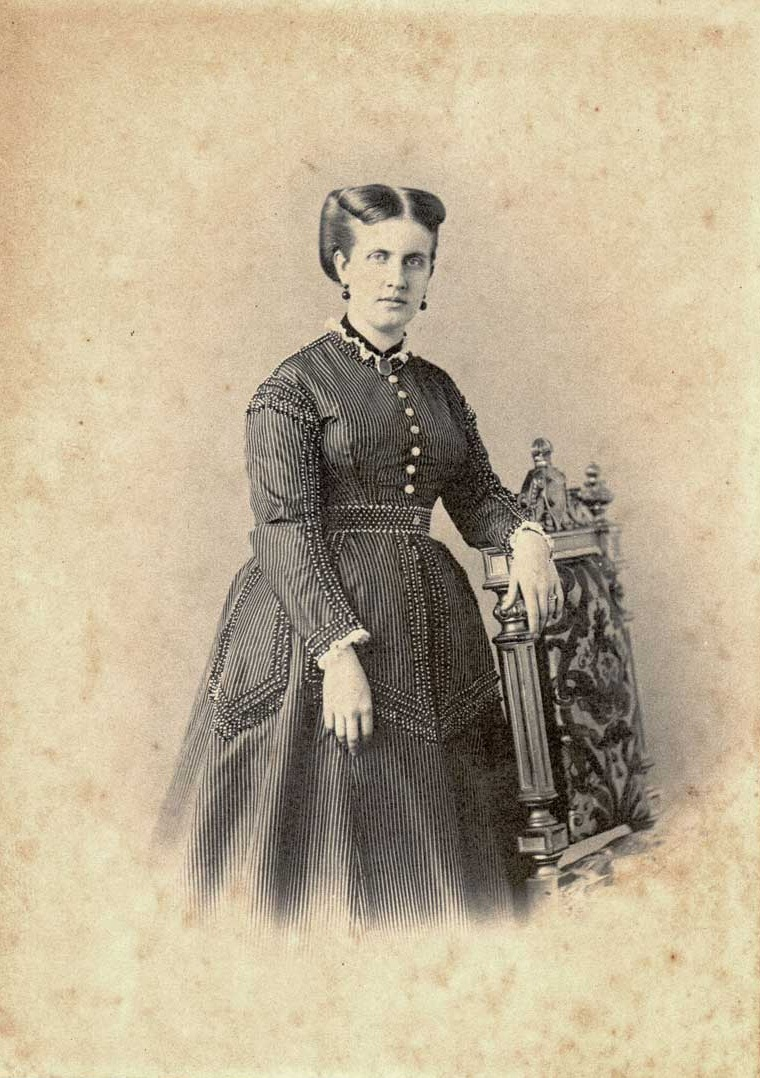
Leopoldina del Brasile

- Leopolda di Savoia-Carignano, figlia di Luigi Vittorio di Savoia-Carignano
- Leopolda Predaroli, schermitrice italiana

### Variante femminile Leopoldina
- Leopoldina Maria di Anhalt-Dessau, nobile dell'Anhalt-Dessau
- Leopoldina di Baden, principessa di Baden e principessa di Hohenlohe-Langenburg
- Leopoldina del Brasile, duchessa di Sassonia
- Leopoldina Eleonora del Palatinato-Neuburg, figlia di Filippo Guglielmo del Palatinato
- Leopoldina di Sternberg, principessa consorte di Liechtenstein
- Leopoldina Naudet, religiosa italiana
- Leopoldina Zanetti, pittrice italiana
- Leopoldina Zanotti, scrittrice italiana

## Il nome nelle arti
- Leopold Bloom è il protagonista del romanzo di James Joyce Ulisse.
- Poldo Sbaffini è un personaggio del fumetto e della serie animata Braccio di Ferro.
- Leopold Stotch è un personaggio della serie animata South Park.

## Toponimi
- Leopoldville era il nome con il quale venne fondata la città di Kinshasa, in onore di Leopoldo II del Belgio.
- Dal granduca Leopoldo II di Toscana prende il nome la Ferrovia Leopolda, insieme con le varie stazioni lungo di essa collocate.